# Арени
Ароматен въглеводород или арен (понякога арилов въглеводород) е въглеводород с циклична ненаситена структура и делокализиран резонансно π-електронен облак в нея. Терминът ароматни е предложен, тъй като много от първите известни аренови производни са смоли със сладникав аромат, но повечето ароматни въглеводороди са без мирис.

## Класификация
Арените се делят на три големи групи, в зависимост от вида на ароматното ядро:
1. Бензоидни арени: бензенът и производните му и анулените с обща формула (CH)2m, m = 2,3,4 и т.н. Те могат да бъдат моноциклични (алкил- и полиалкилбензени, например толуен, [18]анулен) или полициклични. Полицикличните бензоидни арени се делят на некондензирани (бифенил) и кондензирани (нафтален, антрацен, фенатрен и други).
2. Небензоидни арени: ароматни въглеводороди с различен от 6π-електорнен облак. Те могат да бъдат неутрални (азулен) или заредени молекули (циклопропенилов катион, циклопентадиенилов анион).
3. Хетероарени: отговарят на правилото на Хюкели поне един въглероден атом е заменен с хетероатом. Такива съединения са фуранът и пимиридинът.

## Ароматност

### Правило на Хюкел
За да  бъде едно съединение ароматно, то трябва да спазва определено изисване, изведено през 1931 г. от Ерих Хюкел и кръстено на него. В органичната или неорганичната молекула трябва:
1. да съдържа система от атоми, свързани в пръстен;
2. общо при всички атоми в пръстена да има 4n+2 π-електрона (това са всични електрони, участващи в π-връзки – главно p-, а по-рядко и d- и f-електрони). Ако пръстеновидно съединение има нечетен брой редуващи се двойни връзки, то най-вероятно е ароматно;
3. молекулните орбитали на π-електроните да са разположени успоредно и да се припокриват ефективно.

Съществуват съединения, които не отговарят на правилото, а имат ароматен характер, например пирен. По тази причина, когато правилото на Хюкел е изпълнено, съществуват още две изисвания съединението да е ароматно:
1. π-Електроните трябва до образуват резонансно стабилна молекулна орбитала, която да включва всички атоми от пръстена.
2. π-Електроните заемат напълно всички съврзаваци π-МО по двойки електрони с противоположни спинове.

| n  | бр. π-e- | примери                                  |
| -- | -------- | ---------------------------------------- |
| 0  | 2        | циклопропенилов катион                   |
| 6  | 1        | бензен, пирол, фуран, циклопентандиениди |
| 10 | 2        | нафтален                                 |
| 14 | 3        | антрацен, фенантрен                      |
| 18 | 4        | [18]анулен                               |
| 26 | 6        | хемът на хемоглобина                     |